# マックス・マクファーランド
マックス・マクファーランド（Max McFarland、1993年7月13日 - ）は、スコットランドのラグビー選手。

## プロフィール
- アイルランド出身[1]。
- ポジションはウィング(WTB)。
- 身長 175cm、体重 84kg
- 7人制スコットランド代表に選ばれたことがある[2]。

## 略歴
2021年、東京五輪の7人制イギリス代表スコッドに選ばれた。